# Ekmanochloa
Genre
Ekmanochloa est un genre de plantes monocotylédones de la famille des Poaceae, sous-famille des Bambusoideae, endémiques de Cuba, qui comprend deux espèces. Celles-ci sont classées comme en « danger critique d'extinction » (CR) dans la liste rouge de l'UICN. Ce sont des plantes monoïques dont l'inflorescence est constituée de deux racèmes portant l'un des épillets staminés (mâles), l'autre des épillets pistillés (femelles).

## Liste d'espèces
Selon The Plant List (10 décembre 2017) :
- Ekmanochloa aristata Ekman
- Ekmanochloa subaphylla C.L.Hitchc.